# Фернандес, Сауль
Сау́ль Ферна́ндес Гарси́я (исп. Saúl Fernández García; 9 апреля 1985, Овьедо, Испания) — испанский футболист, полузащитник. Завершил карьеру игрока в 2013 году.

## Карьера
После окончания своей молодёжной карьеры в «Спортинге» (Хихон), Сауль перешёл в «Малагу». В сезоне 2005-06 он играл в команде Б, которая выступала во втором дивизионе. В мае 2006 года, когда судьба команды была предрешена к вылету, Сауль забил свои первые карьерные голы.
Сауль присоединился к «Леванте» в сезоне 2007-08, когда команда погрузилась в глубокие финансовые трудности и в конечном итоге опустилась на уровень ниже. У него был прорывной сезон в следующем году, так как он забил восемь мячей за «Эльче», с которыми подписал контракт на два года.
После двух сезонов в основе «Эльче», Саулю не был предложен новый контракт. В конце июля 2010 года он подписал контракт с «Депортиво».

## Достижения
«Депортиво»
- Победитель Сегунды: 2011/12